# Cukierek

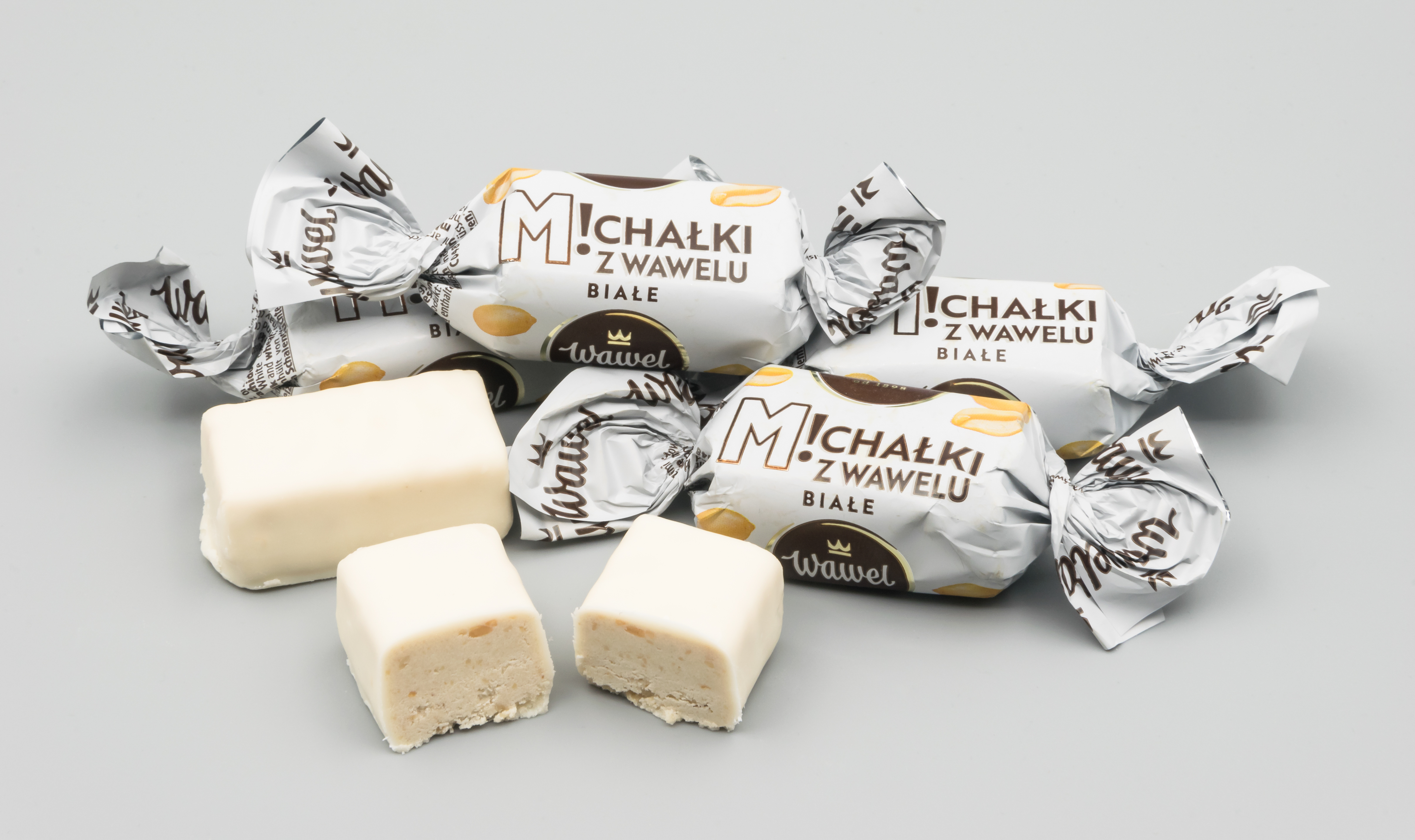
Cukierki Michałki z Wawelu Białe

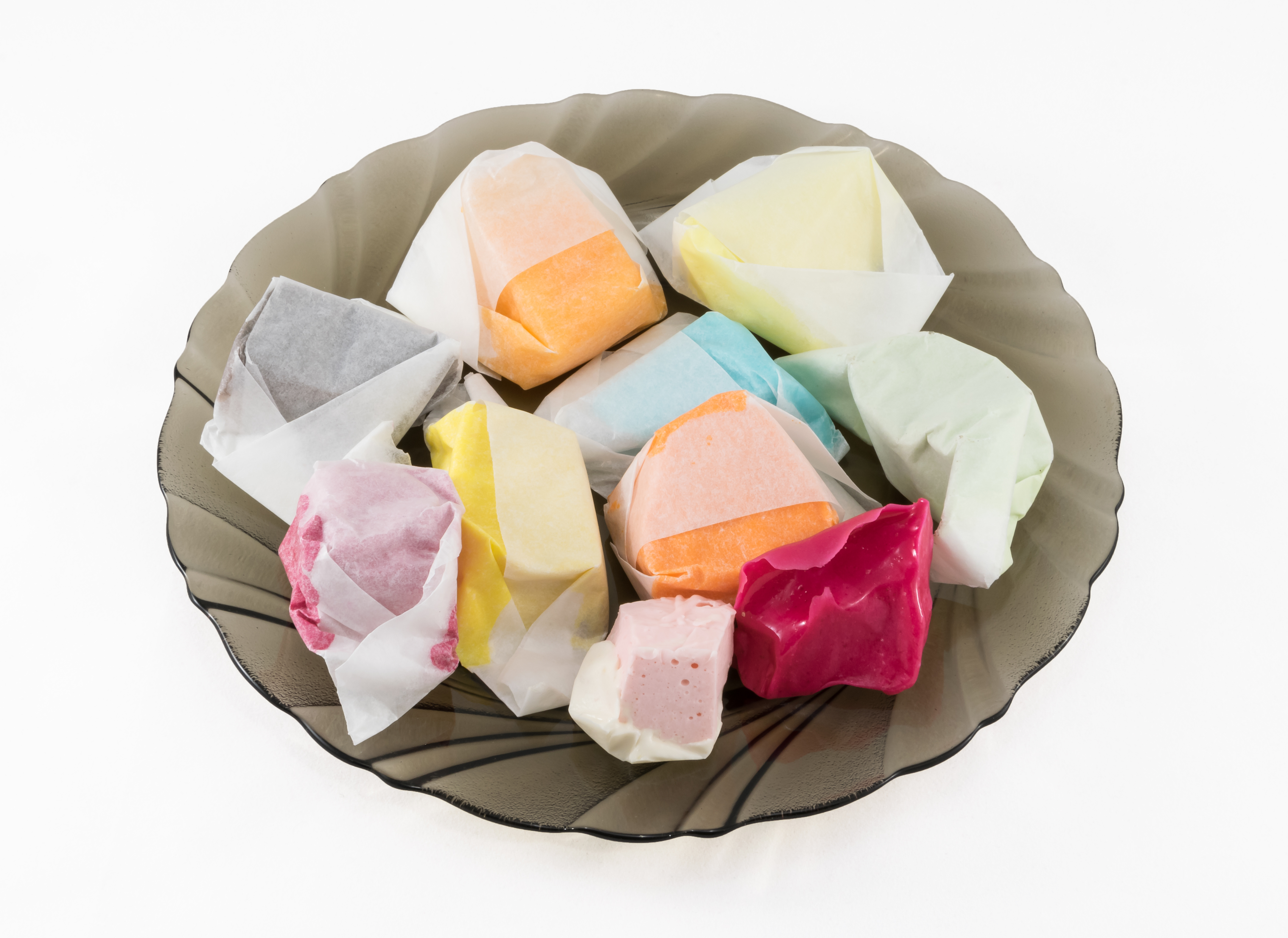
Cukierki pańska skórka

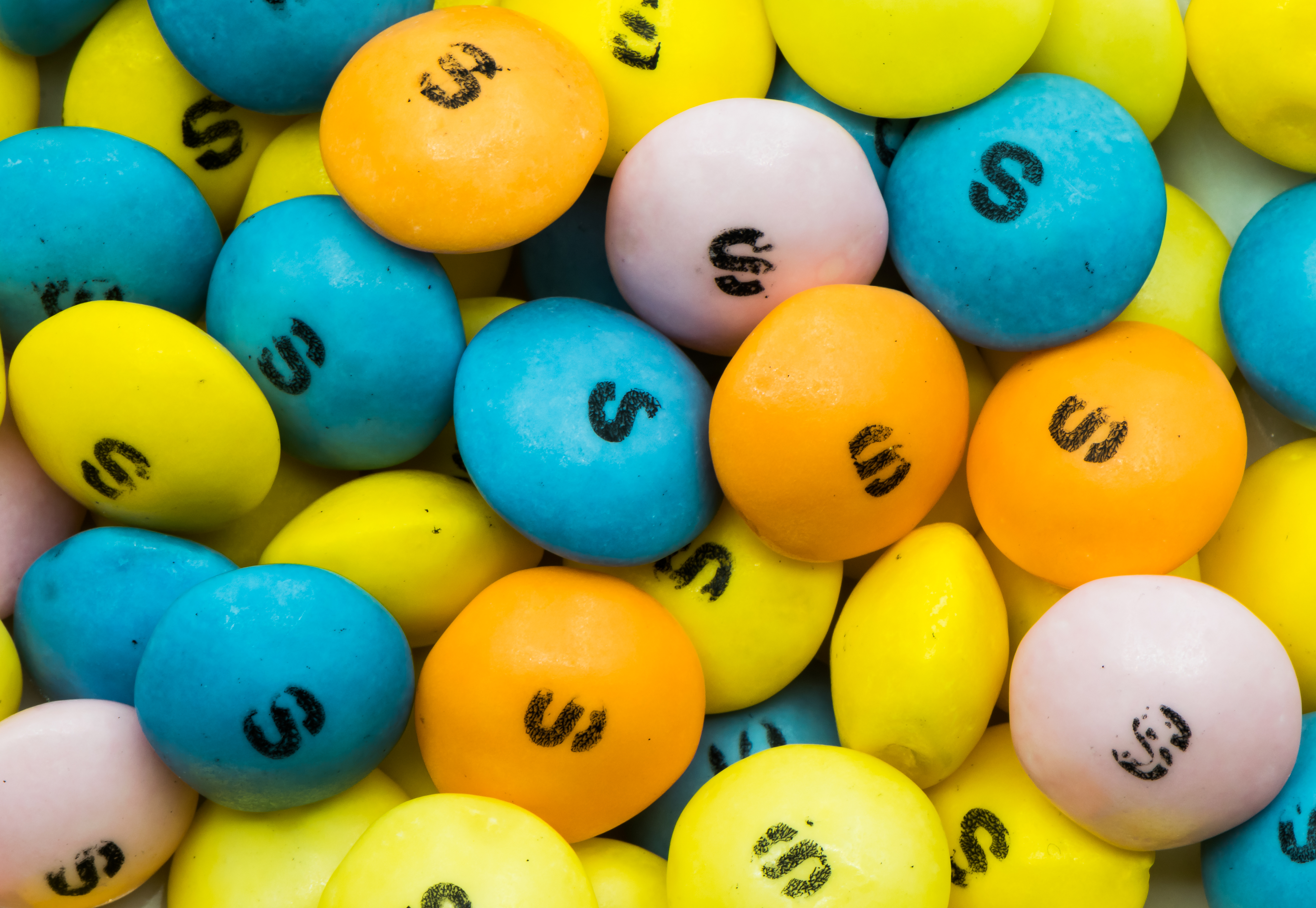
Cukierki Skittles

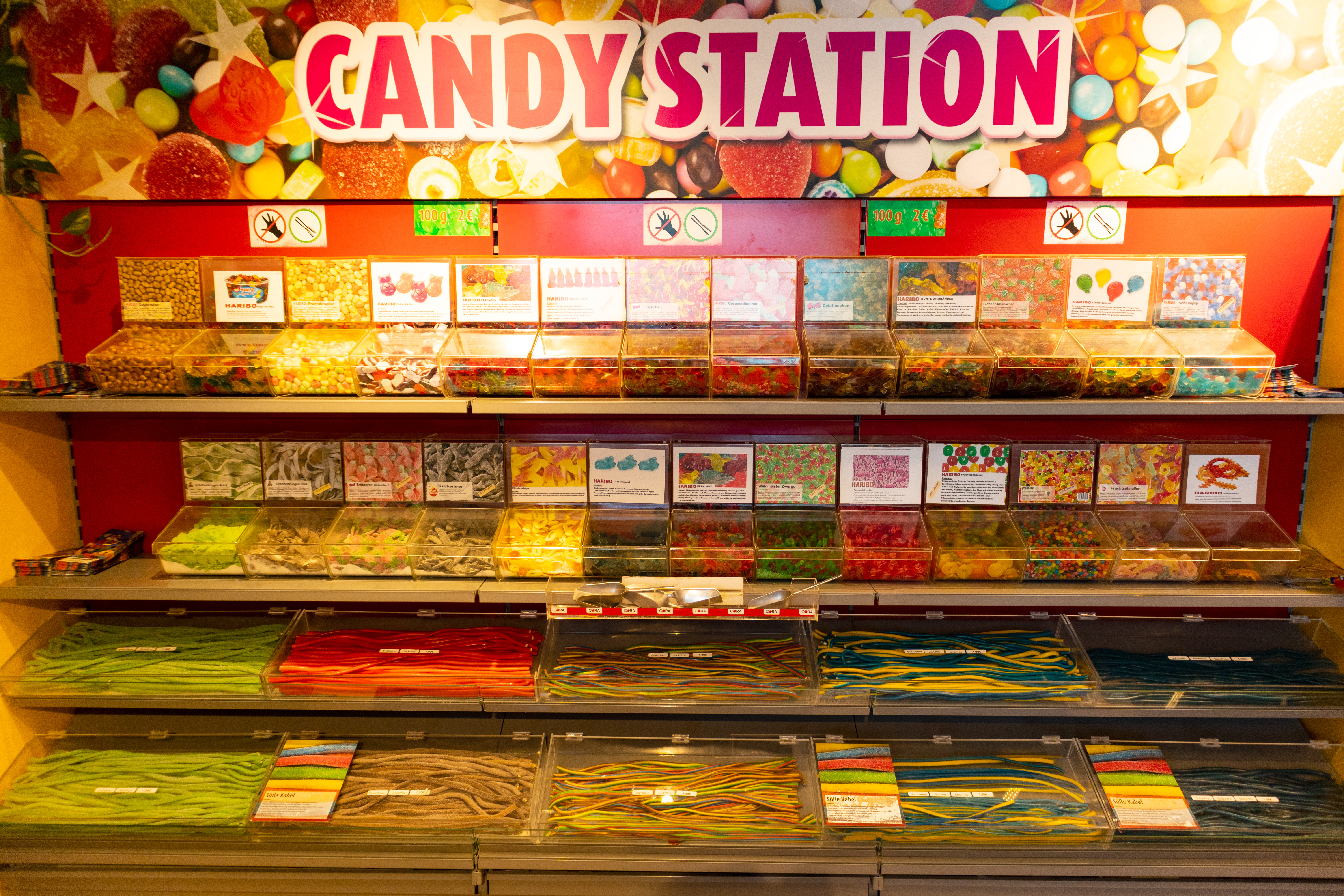
Stoisko z cukierkami

Cukierek (właściwie cukier kandyzowany) – wyrób cukierniczy wykonany ze stężonego roztworu cukru w wodzie, do którego dodawane są aromaty i barwniki.
Słowa „cukierek” zaczęto używać w XVIII wieku, wówczas to w polszczyźnie zaczęły się rozpowszechniać derywaty od wyrazów oznaczających surowce jadalne, w tym przypadku podstawą był „cukier”.

## Wyrób
Cukierki otrzymuje się przez rozpuszczenie cukru w wodzie lub mleku do postaci syropu, który gotuje się aż do osiągnięcia pożądanego stężenia lub początku karmelizacji. Typ cukierka zależy od składników i czasu podgrzewania mikstury. Cukierki to słodycze o różnorodnej konsystencji i różnym sposobie produkcji, są dostępne prawie we wszystkich kolorach, mają najprzeróżniejsze kształty i fakturę. Występują w wielu wariantach smakowych, m.in. o smaku kwaśnym, słodkim, słonym, owocowym, kawowym czy miętowym, często w postaci wieloowocowych żelek. Większość cukierków zawiera w sobie konserwant. Przykładami cukierków są: cukierki toffi, krówki, pralinki, dropsy, landrynki, cukierki ziołowe. Ostatnie z wymienionych można konsumować jako przysmak lub też jako środek leczniczy, głównie przeciwkaszlowy. Przy wyrobie cukierków ziołowych stosuje się wywary z ziół takich jak żywokost, ślaz i podbiał oraz roślinne olejki eteryczne. W związku z tym wyroby te posiadają specyficzny smak i pewne właściwości lecznicze.

## Etapy tworzenia
Ostateczna faktura cukierka zależy od stężenia cukru. Gdy syrop jest podgrzewany, gotuje się, woda paruje i zwiększa stężenie cukru. Określonej temperaturze odpowiada szczególna koncentracja cukru. W wyższych temperaturach wyrabia się cukierki kruche, a w niższych cukierki miękkie. Etapami gotowania cukru są:
| Etap                       | Temperatura w °C | Koncentracja cukru |
| -------------------------- | ---------------- | ------------------ |
| początek                   | 110-111          | 80%                |
| miękka piłka (np. krówki)  | 112-115          | 85%                |
| twarda piłka               | 118-120          | 87%                |
| bardzo twarda piłka        | 121-130          | 92%                |
| delikatnie pękający        | 132-143          | 95%                |
| mocno pękający (np. toffi) | 146-154          | 99%                |
| czysta ciecz               | 160              | 100%               |
| ciemna ciecz (karmel)      | 170              | 100%               |
| spalony cukier             | 177              | 100%               |

Nazwy pochodzą od procesu stosowanego do testowania syropu przed osiągnięciem przystępnej temperatury: małą łyżkę syropu wlewa się do zimnej wody i określa się stężenie syropu. Długie łańcuchy hartowanego cukru nazywa się początkiem, gładka bryła wskazuje etap „piłki”. Etap „pękający” oznacza, że po dodaniu zawartości do wody cukierek dosłownie pęka.
Powyższa metoda jest nadal używana w niektórych kuchniach. Termometr cukierniczy to wygodniejsze rozwiązanie, ale ma jedną wadę – nie przystosowuje się automatycznie do warunków panujących: głębokości wody i jej temperatury.
Gdy syrop osiągnie temperaturę 171 stopni Celsjusza lub wyższą – cząsteczki sacharozy rozkładają się na prostsze cukry, tworząc w substancję w kolorze bursztynu znaną jako karmel. Karmelu nie należy mylić z krówką i toffi.
Niektóre cukierki są wytwarzane z kolagenu pochodzenia zwierzęcego – białka znajdującego się w skórze i kościach, zatem powinny być unikane przez wegetarian i wegan. Inne substancje takie jak agar, pektyna, guma arabska i skrobia mogą być również używane w miejsce żelatyny. Innym składnikiem, który powinien być unikany przez wegetarian i wegan, jest karmin, który jest barwnikiem wykonanym z koszenila, stosowanym w cukierkach przezroczystych, które mogą zawierać śladowe ilości skrzydeł lub innych części owadów.

## Okres ważności
Cukierki mogą być przechowywane właściwie wszędzie od dwóch tygodni do około roku. Okres ten może być krótszy w cieplejszych i wilgotnych miejscach.

## Aspekty zdrowotne

### Próchnica
Cukierki zazwyczaj zawierają cukier, jedzenie ich w nadmiernej ilości może prowadzić do uszkodzenia zębów. Kiedy cukier jest trawiony, wytwarza kwas, który niszczy szkliwo zębów i może prowadzić do próchnicy.

### Indeks glikemiczny
Cukierek ma wysoki indeks glikemiczny (IG), co oznacza że powoduje wysoki wzrost poziomu cukru we krwi po spożyciu. Może być groźny szczególnie dla osób chorych na cukrzycę, ale również dla osób bez cukrzycy.

## Pakowanie
Cukierki mogą być pakowane w różny sposób – pojedynczo oraz w plastikowe opakowania z kilkunastoma sztukami. Mogą być również sprzedawane na wagę.

## Wygląd
Cukierki występują w wielu różnych kolorach, smakach i kształtach. W sklepach można kupić cukierki ziołowe, podobne do tabletek, które pomagają w leczeniu bólu gardła. Niektóre cukierki są tworzone w taki sposób, by wręcz odpychały od chęci zjedzenia ich. Na liście najbardziej odrażających znajdują się między innymi „Słodkie strupy”, „Glut goryla” czy „Mrówki w cukrze”.

## Cukierki w kulturze
W cyklu powieści Harry Potter Joanne Kathleen Rowling występują cukierki zwane „Fasolki wszystkich smaków”, z których każda odmiana ma dwa różne smaki.